# الزاوية (تارغة)
الزاوية هو دُوَّار يقع بجماعة تزكان، إقليم شفشاون، جهة طنجة تطوان الحسيمة في المملكة المغربية. ينتمي الدوّار لمشيخة تارغة التي تضم 4 دواوير. يقدر عدد سكانه بـ 346 نسمة حسب الإحصاء الرسمي للسكان والسكنى لسنة 2004.

## روابط خارجية
- البوابة الوطنية للجماعات الترابية
- المندوبية السامية للتخطيط